# Tenguiz Abuladze
Pour les articles homonymes, voir Abuladze.
 (août 2025).
Si vous disposez d'ouvrages ou d'articles de référence ou si vous connaissez des sites web de qualité traitant du thème abordé ici, merci de compléter l'article en donnant les références utiles à sa vérifiabilité et en les liant à la section « Notes et références ».
Tenguiz Abuladze (en géorgien : თენგიზ აბულაძე), né le 31 janvier 1924 à Koutaïssi (Géorgie, à l'époque en URSS) et mort le 6 mars 1994 à Tbilissi (Géorgie), est un réalisateur, scénariste et acteur soviétique puis géorgien.

## Biographie
Tenguiz Abuladze suit des études à l'École technique des chemins de fer avant de s’inscrire à l’institut de théâtre à Tbilissi. Il continue à Moscou dans la haute école d’État pour la cinématographie (VGIK) dans la classe de Sergueï Ioutkevitch. Il termine ses études avec Dmitri Arakichvili (1953), un documentaire sur ce compositeur géorgien. Tengiz réalise un deuxième documentaire, Notre palais en 1954, mais sa carrière ne se lance vraiment qu'avec ses films de fiction. Il en fera sept au total, entre 1955 et 1984. Son œuvre consiste en des adaptations de la littérature géorgienne — à l’exception du scénario original du Repentir —, il a toujours participé à l’écriture du scénario (son tout premier film de fiction exclu).
Il est particulièrement connu pour son film Le Repentir (Monanieba), qui obtint le Grand prix au Festival de Cannes 1987 et six prix Nika dont le Nika de la meilleure réalisation en 1988.
Tengiz Abuladze a été élu au Congrès des Députés du Peuple (parlement soviétique) en 1989.
Mort à Tbilissi, il est inhumé au Panthéon de Didube.

## Carrière cinématographique
De retour à Tbilissi avec son compatriote géorgien Revaz Chkheidze, Abuladze rejoint les studios Gruziafilm et ensemble ils commencent leur carrière en réalisant des films documentaires sur le folklore de leur pays. En 1955, ils réalisent leur premier film non documentaire L'Âne de Magdana (1955), qui remporte le prix du meilleur court métrage à Cannes en 1956. L'œuvre suivante d'Abuladze est le long métrage Les Enfants d'une autre (1958), un portrait psychologique de la vie à Tbilissi. Viennent ensuite Moi, grand-mère, Iliko et Illarion (1962), une tragi-comédie de morale dans un village de montagne, et la comédie lyrique Un collier pour ma bien-aimée (1965) .
La réputation d'Abuladze repose cependant sur une trilogie de films qui traitent des questions fondamentales du bien et du mal, de l'amour et de la haine, de la vie et de la mort. Le premier d'entre eux, L'Incantation (1967), s'inspire des poèmes de Vaja-Pchavela et est tourné en noir et blanc dans le contexte sévère du paysage géorgien familier aux autres films de l'époque. Le deuxième film de la trilogie, L'Arbre du désir (1971), était un conte épique se déroulant dans le même paysage et centré sur les espoirs et les rêveries d'une jeune femme et la recherche d'un homme de l'arbre mythique qui fera des rêves une réalité. L'Arbre du désir a remporté des prix lors de festivals à Moscou, en Tchécoslovaquie et en Italie, ainsi que le Prix d'État de la République socialiste soviétique de Géorgie. À partir de 1974, Abuladze a enseigné à l’Institut Rustaveli dont il avait obtenu son diplôme trois décennies plus tôt.
En 1978, Abuladze rejoint le Parti communiste de l'Union soviétique, une évolution de carrière normale à l'époque et dans ce contexte. En 1980, il reçoit le titre d'Artiste du peuple de l'URSS. Il était désormais l’un des principaux cinéastes Géorgien. En apparence, il était l’exemple parfait de la nomenklatura culturelle soviétique. Puis, en 1983-1984, il réalise Le Repentir, le film (réalisé pour la télévision géorgienne) qui allait le propulser sur le devant de la scène mondiale.
Comme tant d'autres films de la « période de stagnation », Le Repentir a été laissé « sur les étagères ». Abuladze avait tellement peur que son film soit détruit qu'il est réputé avoir gardé le seul exemplaire restant sous son lit. Lorsque Mikhaïl Gorbatchev et la Glasnost sont arrivés et que la vieille garde du syndicat des cinéastes soviétiques a été expulsée à l'unanimité en 1986, une commission des conflits a été créée pour examiner ces films mis sur les tablettes. Avec les encouragements du ministre soviétique des Affaires étrangères de l'époque, Edouard Chevardnadze, Le Repentir est sorti, d'abord en Géorgie, puis dans toute l'Union soviétique, où il a attiré des audiences record et est devenu le film phare de tout le processus de la Glasnost.

## Filmographie

### Fictions
- 1955 : L'Âne de Magdana (Magdanas Lurja)
- 1958 : Les Enfants d'une autre (Skhvisi Shvilebi)
- 1962 : Moi, grand-mère, Iliko et Illarion (Me, bebia, Iliko da Ilarioni)
- 1967 : L'Incantation (Vedreba)
- 1972 : Un collier pour ma bien-aimée (Samkauli Satrposatvis)
- 1976 : L'Arbre du désir (Natrvis Khe)
- 1984 : Le Repentir ( Monanieba)

### Documentaires
- 1953 : Dmitri Arakichvili
- 1954 : Georgian National Ballet (Qartuli tsekvis sakhelmtsipo ansambli)
- 1954 : Notre palais (Chveni sasakhle)
- 1965 : The Svansky Sketches (Svanur-Tushuri chanakhatebi)
- 1972 : The Open-Air Museum (Muzeumi gia tsis qvesh)

## Prix
- 1956 : Prix du film de fiction, catégorie courts-métrages, Festival de Cannes 1956, pour L'Âne de Magdana.
- 1987 : Grand prix au Festival de Cannes pour Le Repentir.